# 1988年大西洋飓风季
1988年大西洋飓风季是一次活跃程度属中等水準，但却造成大量人员伤亡和财产损失的大西洋飓风季，共有多达15场热带气旋直接对陆地产生影响。飓风季从1988年6月1日正式开始，同年11月30日结束，传统上这样的日期界定一年中绝大多数热带气旋在大西洋盆地形成和发展的时间段，但早在5月30日时就有热带低气压在加勒比海发展形成，提前拉开了这年热带天气活动的序幕。不过，第一个获得命名的热带风暴阿尔贝托却要到飓风季开始两个多月后的8月8日才形成，比通常情况要晚一个多月。热带风暴基斯是全年的最后一场风暴，于11月24日转变成温带气旋。
本季共计产生19个热带低气压，其中12个达到热带风暴强度。有一场热带风暴在起初的实际操作中归类为热带低气压，但之后经再度分析后重新归入热带风暴。共有5个热带气旋达到飓风强度，其中又有3场达到大型飓风标准。
颶風吉爾伯特是全季最具影响的气旋，创下当时最强烈大西洋飓风的新纪录。这场飓风途经加勒比海和墨西哥湾，对墨西哥和许多岛屿国家造成灾难性的破坏，其中又以牙买加特别严重。风暴沿途共计造成超过300人死亡，其中大部分都发生在墨西哥，经济损失高达50亿美元（1988年美元，相当于2025年的129億美元）。以四级强度袭击尼加拉瓜的飓风琼也导致超过200人丧生，经济损失约20亿美元（1988年美元，相当于2025年的51.5億美元），这场飓风之后还进入东太平洋并因此重新归类、命名为热带风暴米利安。

## 季节简介

### 季前预测
每年大西洋飓风季前，包括科罗拉多州立大学的威廉·M·格雷博士及其同僚在内的一些知名飓风专家会发布飓风活动的预测。根据美国国家海洋和大气管理局的定义，一个正常水平的大西洋飓风季会形成6到14个获得命名的风暴，其中有4到8个会达到飓风强度，1到3个成为大型飓风。气象学家于1988年6月作出的预测认为全季会形成11个获得命名的风暴，其中7个达到飓风强度，但预测中没有表明有多少场飓风将达到大型飓风标准。

### 季节活动
大西洋飓风季通常是在6月1日正式开始，但1988年的热带活动在5月30日就伴随着第一号热带低气压的形成开始。全年共计形成19个热带低气压，高于平均水平。有12个热带低气压达到热带风暴强度，其中5个达到飓风标准。全季形成三场大型飓风，这在27年来还是头一遭，另外共计有4场飓风和3场热带风暴有过登陆，造成550人死亡和70亿美元（1988年美元，相当于2025年的180億美元）的损失。热带风暴基斯是本季的最后一场风暴，于11月24日消散，这时距11月30日飓风季正式结束只剩6天。
由于上层对流层气流产生的强烈风切变影响，1988年大西洋飓风季的前两个月基本上风平浪静。虽然有多股强劲的东风波离开非洲海岸，但其中大部分都在穿越热带大西洋期间迅速消亡，导致整个6月到7月都没有热带低气压形成。到了8月，风切变有所减少，东风波也因此得以发展成热带气旋。与过去十年相比，这年官方风暴路径预报的准确度很高，出错率比平均情况要低30%到40%，并且24小时、48小时和72小时的预报也是18年来最准确的，甚至比之后从1889到1995年期间的任何一次大西洋飓风季都要准确。
这年飓风季的活跃程度也通过累积气旋能量指数反映出来，为103，属“接近正常”水平。大致来说，气旋能量指数通过对飓风的强度和持续时间来计算，强度越高，持续时间越长的风暴，其指数也相应越高。只有在热带系统风速达到或超过每小时63公里（34节）或热带风暴强度时才会对这一指数进行计算，并纳入全面的气象公告中。

## 风暴

### 第一号热带低气压
本季的第一个热带低气压于5月30日在西北加勒比海形成。系统北上朝古巴逼近，这一过程中遭遇的外部环境不利于其发展，飞入其中的一架飓风猎人侦察机也无法找到明确的环流中心。低气压强度一直很弱，于6月2日在佛罗里达海峡退化成一片开放式低压槽。
低气压及其前身一共给古巴带來高达1025毫米的降水，其中包括一天时间里达到的867毫米。受降水影响最为严重的是西恩富戈斯省，另外比亚克拉拉省、圣斯皮里图斯省、谢戈德阿维拉省和卡马圭省也受到一定程度的影响。卡马圭市的一场龙卷风摧毁多幢建筑物和5架苏联飞机。面对洪灾，政府派出救援人员、直升机和水陆两栖车将6.5万生活在低洼地区的居民疏散到地势更高的区域。气旋导致许多地方的电力和通讯中断，该国交通基础设施严重受损，6座桥梁也被摧毁。单卡马圭省就有200套民房被洪水摧毁，另有1000套房屋受到破坏。整个古巴有约9万人受灾，数十人受伤，共计37人遇难，其中有3人是触电身亡。低气压还给佛罗里达州带來小雨，其中庞帕诺比奇达到81毫米。

### 热带风暴阿尔贝托
本季第一个获得命名的风暴源于8月4日在南卡罗莱纳州近海形成的一股弱低气压。卫星在次日探测到系统中存在下层环流，表明热带低气压已经形成，风暴于8月6日成为飓风季的第二个热带低气压。一股逐渐逼近但强度较弱的锋面槽令低气压的上层外流得到增强并向东北方向前进。8月7日，系统在南塔克特以南近海达到热带风暴强度，气象部门因此将其命名为“阿尔贝托”（Alberto）。风暴加速向东北前进，于当晚以每小时47公里风速袭击新斯科舍西部，不过造成的影响很小。8月8日，阿尔贝托在圣罗伦斯湾的寒冷水域上空转变成温带气旋，之后不久就在纽芬兰岛以北近海消散。
气旋给缅因州带來小雨，其中佩諾布斯科特縣的米利诺基特附近降雨量达到60毫米。风暴产生的最强阵风时速是新斯科舍雅茅斯（Yarmouth）记录下的78公里，降雨量最高的是新不伦瑞克的圣约翰，达到45.1毫米，其中大部分都是在很短的时间内降下。降水导致局部地区出现洪水，一些街道因此暂时封闭。阿尔贝托的温带系统残留还给纽芬兰岛西部沿线带來小雨和一些云层。

### 热带风暴贝丽尔
本季的第三股热带低气压于8月7日由路易斯安那州东南部上空的一片地面低气压形成。系统在缓慢朝密西西比河飘移的过程中逐渐组织起来，很快就拥有足够多的对流，促使美国国家飓风中心发布第三号热带低气压的初步公告。8月8日，低气压的表面风速已加快到足以令气象部门向路易斯安那州和佛罗里达州西北狭长地带发布热带风暴警告。风暴在位于墨西哥湾开放水域上空期间给路易斯安那州、密西西比州和阿拉巴马州带來的持续风速属热带风暴最低标准，阵风时速也达到热带风暴强度。墨西哥湾中部沿海地区普降暴雨，其中阿拉巴马州多芬岛的降雨量在410毫米以上。
贝丽尔保持着良好的外流结构，其环流于8月9日进入温度较高的水域上空，有利于风暴进一步增强。但由于西北方向有一股冷锋逼近，风暴因此转向进入路易斯安那州东南部。次日早上，贝丽尔已在进入该州中南部的泰克河口（Bayou Teche）上空后降级成热带低气压。系统残留给德克萨斯州东部带來倾盆大雨，部分地区降雨量超过300毫米。这场风暴总体造成的破坏很小，但有导致一人死亡。

### 第四号热带低气压
8月12日，一股向西行进的东风波在巴哈马南部附近海域发展成第四号热带低气压。低气压沿佛罗里达州海岸行进，于次日在该州杰克逊维尔附近登陆。系统给佛罗里达州和乔治亚州沿海带來阵风和雷暴，但造成的损失很小。风暴进入乔治亚州南部和墨西哥湾中部沿海区域上空期间给美国东南部大片地区带來178毫米降水。根据美国国家气象局的记录，中心以东部分急风风速达到每小时80公里。气旋最终在进入密西西比河河口水域上空时消散。
飓风预报员起初认为这股低气压会增强成本季的第3场热带风暴。但系统实际上由于不利的上层环境以及与巴哈马群岛的相互作用而在朝佛罗里达州东海岸前进的过程中失去层次分明的环流中心。

### 第五号热带低气压
8月20日，大西洋东部的一股东风波发展成本季第五号热带低气压。之后三天时间里，系统向佛得角群岛西北偏北方向飘移，强度上基本保持不变。由于低气压形成的海域曾是多场强劲东海岸飓风的诞生地，所以系统起初虽然很弱，但气象部门认为气旋将得到增强。
8月24日，低气压转向东进，并且前进速度提高到每小时24公里。由于途经海域水温较低，气旋强度和重新增强的可能性均有所降低，到8月26日时已退化成东风波。系统残留于8月30日在北卡罗莱纳州东南部约290公里洋面重新获得发展，美国国家气象局驻华盛顿办事处继续对这一烈风中心进行追踪，直到9月1日系统和美国东岸近海的一片锋区合并时止。

### 第六号热带低气压
第六号热带低气压源于8月12日离开非洲西北海岸的一股东风波。系统经过热带大西洋，于8月19日行经西经55°海域时开始发展。次日，系统在逼近向风群岛的过程中成为热带低气压。低气压穿越该群岛后继续向西进入加勒比海中部，但外界环境已变得不再像之前那样有利于发展。8月21日，气旋的组织层次较为混乱，但气象部门还是认为低气压会在进入加勒比海西部水温较高的海域后强化成热带风暴，但实际上系统却于8月23日在西经80°的牙买加附近洋面退化成东风波。这股扰动天气带着极少量对流行经中美洲，并在这一过程中重新发展，进入东太平洋后已成为飓风克里斯蒂。这一系统对陆地的主要影响仅限于给向风群岛带來狂风。

### 热带风暴克里斯
8月15日，一股强劲的东风波离开非洲西海岸，到8月21日时，东风波北翼已有对流分离并组织成第七号热带低气压。风暴沿中大西洋各州上空一片副热带高压脊的南部边缘向西行进，之后的七天里，无论地面还是侦察机都没有发现风暴强化的迹象，因此气象部门认为系统在行经小安的列斯群岛和大安的列斯群岛部分地区以及巴哈马期间都保持在热带低气压强度。
低气压于8月24日途经波多黎各以南海域，给该岛部分区域带來超过360毫米降雨量，造成当地3人遇难。8月28日，气旋在北上到达佛罗里达州北部近海后升级成热带风暴克里斯，然后在萨凡纳附近登陆，给该地区带來轻微的风灾和雨害。克里斯在减弱成热带低气压的过程中给南卡罗莱纳州带來瓢泼大雨，之后与一片冷锋融合并转变成温带气旋。残留低气压在东部沿海地区加速行进，经过新斯科舍并最终于8月30日消散。强烈的雷暴在南卡罗莱纳州催生出一场龙卷风，导致一人死亡。

### 飓风黛比
热带大西洋中部的一股东风波得到发展，其对流北部与东风波分离并发展成第七号热带低气压，即上文所述热带风暴克里斯的前身；东风波的南部作为一片杂乱无章的降雨区域继续西进。系统在起初的几天里一直没有得到发展，8月31日，其下层环流中心从尤卡坦半岛进入坎佩切湾。估计系统于当地时间晚上0点左右在半岛近海发展成第八号热带低气压。
低气压向西北偏西方向的墨西哥湾上空飘移，并在这一过程中逐渐组织起来，于9月2日达到热带风暴标准并获命名为“黛比”（Debby）。当天晚些时候，美国国家飓风中心根据侦察机的观察报告把黛比升级成飓风。飓风达到最高强度时距海岸线仅48公里，于6小时后以基本不变的强度从韦拉克鲁斯州图斯潘附近登陆。风暴产生的狂风、内陆洪水和泥石流共计造成10人丧生。
黛比在东马德雷山脉上空大幅减弱，但系统残留仍然得以继续穿越墨西哥。9月5日，残留系统中心从曼萨尼约附近进入太平洋，因此获重新分类为第十七号热带低气压，最终于9月8日在加利福尼亚湾消散。

### 热带风暴埃内斯托
9月2日，一片群集雷暴与一股向西北方向移动的东风波在百慕大附近发展成表面低气压。虽然这股表面低气压层次结构较为混乱，并且也与对流相分流，但还是在9月3日发展成热带低气压。由于有西南气流的影响，低气压以每小时80公里风速加速朝东北方向前进，于9月3日晚升级成热带风暴并获命名为“埃内斯托”（Ernesto）。风暴在继续增强的过程中逐渐失去热带天气系统特征，最终于9月5日被北大西洋上空另一片更大规模的温带风暴吸收。
这场热带风暴存在期间一直位于海上，在开放水域产生强风。亚速尔群岛是唯一受其影响的陆地，弗洛雷斯岛上出现热带风暴强度的大风，但没有报道表明气旋造成任何人员伤亡和损失。

### 第十号热带低气压
9月2日，墨西哥湾西部有一片广阔的低气压区形成，并在次日得到迅速发展。到9月3日系统行经路易斯安那州摩根城西南偏西方向约260公里洋面时已发展出足够的对流，令其达到热带低气压标准。气象部门向从路易斯安那州卡梅伦到佛罗里达州阿巴拉契科拉之间沿海地区发布热带风暴警告，这时风暴正在一股冷锋的影响下以每小时24到32公里速度迅速向东北方向移动。几小时后，热带低气压与前述冷锋合并而退化成东风波。墨西哥湾多个石油平台记录下64公里的阵风时速，德克萨斯州东南部和路易斯安那州大片地区普降中到大雨。接下来的24小时里，东风波给美国东南部其他地区带來暴雨，其中密西西比州比洛克西的降雨量最高，达到210毫米，但没有出现因此造成损失的报道。

### 无名热带风暴
9月6日，一片层次分明的扰动天气离开非洲海岸并迅速发展成第十三号热带低气压。美国国家飓风中心于9月8日开始针对位于佛得角东北方向约560公里海域的系统发布公告，不过气象部门之后根据卫星和船只报告的结果重新分析认为，低气压在9月7日就达到热带风暴强度。但由于其行进路径太过遥远，因此当时未能观测到这一信息。
连续三天的里面内，系统都因西北方向一片大规模低压槽的影响向西北偏西方向水温较低的海域前进。非洲西岸海岸沿线普降中到大雨，但没有出现造成损失的报道。系统最终减弱后与前述低压槽合并。这一未获命名的风暴之后列入大西洋飓风季年度总结的热带风暴名单中。

### 飓风佛罗伦萨
9月4日，一道云带伴随着一股冷锋一起离开德克萨斯州海岸进入墨西哥湾。云带在海湾中部分裂成两个部分，其中南半部分基本保持静止，而北半部分则发展成一股向东北方向前进的锋面波。南半部分上空的对流有所增加，并围绕云层中心缠绕起来。9月7日，系统有表面环流形成，美国国家飓风中心因此开始发布热带低气压公告。
由于逐渐消散锋面槽的影响，低气压向东飘移，并且经飓风猎人侦察机确认已增强成热带风暴，美国国家飓风中心将其命名为“佛罗伦萨”（Florence）。9月9日，风暴转向北上，并在一片中到上层槽的影响下加速朝墨西哥湾北部移动，于登陆密西西比河三角洲数小时前达到飓风强度。风暴在路易斯安那州东南部上空迅速减弱，并在行经新奥尔良后失去所有深层对流。9月10日，风暴在巴吞鲁日附近上空降级为低气压，并于次日在德克萨斯州东北部上空消散。
系统存在早期给尤卡坦半岛带來中等程度降水。风暴吹袭路易斯安那州期间，其中心登岸区域偏东方向附近沿海出现中等程度的风暴潮。阵风导致超过10万人失去电力供应。阿拉巴马州有一人在试图稳固自己的船只时遇难。降雨导致佛罗里达州西北狭长地带部分河流严重泛滥，该区域之前已经受到暴雨的严重影响，洪水导致聖羅薩縣有数十套房屋受损或被毁。

### 飓风吉尔伯特
1988年大西洋飓风季的第12个热带低气压于9月8日在小安的列斯群岛以东近海形成，然后在朝西北偏西移动、途经该群岛期间于9月9日发展成热带风暴并获命名“吉尔伯特”（Gilbert）。风暴转向西进，并进入爆发性增强期，于9月11日成为大型飓风，并且掠过伊斯帕尼奥拉岛南部海岸时还在继续加强。吉伯特以三级飓风强度直接穿过牙买加，给岛上山区带來倾盆大雨。风暴中心再度进入海域上空后进入又一次爆发性增强期，单9月13日中心气压就下降72毫巴（百帕，2.1英寸汞柱），创下大西洋飓风的新纪录，直到2005年才被飓风威尔玛打破。吉伯特的最低气压为888毫巴（百帕，26.2英寸汞柱），当时也刷新了西半球的最低海平面气压纪录。
飓风登陆尤卡坦半岛前有小幅减弱，但仍达到五级飓风强度。风眼步入陆地上空后，气旋迅速减弱，到9月15日进入墨西哥湾时已降为二级飓风。风暴继续向西北方向前进并再度增强，达到四级飓风的最低标准强度后于9月16日以最大持续风速每小时201公里强度在墨西哥西北部塔毛利帕斯州拉佩斯卡（La Pesca）附近登陆。飓风中心于9月17日从该国蒙特雷以南经过，给当地带來暴雨。风暴残留转向北上，最终与密苏里州上空一片正在发展的锋面低气压系统融合。
飓风吉伯特创下大西洋飓风强度的新纪录，直到2005年才被飓风威尔玛超越。风暴途经加勒比地区和中美洲期间造成高达50亿美元的损失（1988年美元，相当于2025年的129億美元），而且是继1951年的飓风查理以来首场登陆牙买加的飓风，下一个则是2007年的飓风迪安，并且截至2014年6月中旬仍是以五级强度登陆墨西哥的最近一场飓风。这一强烈天气系统共计造成318人死亡，其中大部分来自墨西哥。

### 飓风海伦
9月15日，一股带有层次分明深层对流的东风波离开非洲海岸，并在东大西洋上空的强烈高压脊影响下向西行进。协调世界时9月19日下午18点，系统发展成本季的第十四号热带低气压，然后在9月20日早上6点升级为热带风暴海伦。9月21日，气旋因东大西洋一片大规模低压槽的影响转向西北，并在当天晚上达到飓风强度。由于外界环境有利，风暴得以继续强化，于9月22日发展成大型飓风，再于次日晚达到最大持续风速每小时233公里，最低气压938毫巴（百帕，27.7英寸汞柱）的最高强度。
达到最高强度后，海伦在逐渐向北进入大西洋开放水域的过程中减弱。9月29日清晨，系统再度得到短暂增强，达到二级飓风标准和风速每小时169公里的第二波最高强度。然后在当天晚些时候加速向东北方向前进的过程中减弱成一级飓风。9月30日中午12点，风暴在中心位于冰岛以南洋面时转变成温带气旋。佛得角在9月17日出现时速37到55公里的阵风，还出现雷暴活动。

### 第十五号热带低气压
飓风海伦正在中大西洋旋转移动期间，一股东风波于9月下旬离开非洲海岸并迅速发展，到9月27日已成为本季第十五个热带低气压，其时系统位于佛得角东南偏南方向约426公里海域。低气压以每小时24到32公里的速度西进，并在这一过程中快速弱化，到次日虽仍在大西洋东部，但已降级成东风波，之后再也没有重新形成。除了短暂对佛得角群岛构成过威胁外，这一天气系统自始至终远离陆地，没有造成任何影响。

### 热带风暴艾萨克
9月23日，一股弱扰动天气离开非洲海岸向西行进，进入热带辐合带的低纬度海域，其对流逐渐组织起来并有所增加。9月29日，系统在巴巴多斯东南方向约1400公里洋面发展成第十六号热带低气压。风暴的西向行动路径朝北面略偏2度，这可能是因为其中有新的中心正在形成。9月30日，空军侦察机发现低气压风速已达到热带风暴强度，气象部门因此将其升级为热带风暴并命名为“艾萨克”（Isaac）。由于存在西向风切变的不利影响，风暴中心无法发展出深层对流。随着艾萨克的逼近，小安的列斯群岛北部收到热带风暴警告。不过，这场风暴由于风切变的不利影响而只持续很短的时间。10月1日，系统降级成低气压，之后很快就完全消散。艾萨克的残留之后在东太平洋得到重生，发展成第二十号热带低气压。
这一天气系统作为热带气旋期间没有对陆地造成显著影响。但是系统残留却给整个特立尼达和多巴哥带來暴雨，引发洪灾和多场泥石流，造成20人受伤，还令至少30人流离失所。莫凡特（Morvant）有两人在山洪暴发期间丧生，该国还有多条道路和桥梁受损。

### 飓风琼
10月10日，热带辐合带的一片扰动天气发展成本季第十七号热带低气压，之后两天里系统向西北方向前进并达到热带风暴强度，美国国家飓风中心因此将其命名为“琼”（Joan）。经过小安的列斯群岛南部后，气旋以热带风暴的最低标准强度沿南美洲海岸向西进发，于10月18日穿过瓜希拉半岛并在距海岸线仅48公里海域迅速达到飓风标准。10月19日，还在向西飘移的琼增强为大型飓风。接下来风暴的移动路径形成一个紧密的圆，并在这一过程中大幅减弱，但在恢复向西移动后又得到快速强化。10月22日，系统达到最高强度，之后不久便以四级飓风标准从尼加拉瓜布卢菲尔兹附近登陆。当时创下位置最南面的四级飓风纪录，直到2004年才被飓风伊万超越。琼在穿越尼加拉瓜后仍然保持着良好的组织结构，并在进入东太平洋后获重新指定成热带风暴米利安，之后逐渐减弱，于11月2日消散。
琼共计夺走216人的生命，其中148人来自尼加拉瓜。这场飓风共计造成20亿美元（1988年美元，相当于2025年的51.5億美元）的损失，其中单尼加拉瓜就占了一半。风暴还给加勒比地区最南部沿线多个国家带來暴雨和泥石流，其沿南美洲北部海岸的行进路径对于大西洋飓风来说非常罕见。此外，琼还是继1978年的飓风葛丽泰以来第一个穿过大西洋盆地的热带气旋。

### 第十八号热带低气压
10月初，一股东风波离开非洲海岸向西移动，行进路径紧跟飓风琼经过加勒比地区南部。考虑到前一个系统发展成强劲的四级飓风，这一扰动天气能够在其后约800公里海域发展成第十八号热带低气压可谓很不寻常。一架空军侦察机于10月19日发现低气压位于哥伦比亚的瓜希拉半岛附近。这股低气压能够得到发展，飓风琼的规模较小是一个重要原因，但是飓风产生的外流还是作为风切变削弱了低气压的能量。10月21日，系统在琼正处于爆发性增强期的同时逐渐消散。第十八号热带低气压给荷属安的列斯带來暴雨，还有新闻报道认为低气压和另一个热带天气系统把成群结队的粉红蝗虫从非洲带到特立尼达岛和其他加勒比国家。

### 热带风暴基斯
本季最后一场风暴于11月17日由海地以南的一股东风波形成。系统向西行经加勒比海，于11月20日达到热带风暴强度标准并因此获命名为“基斯”（Keith）。风暴迅速强化并达到风速每小时110公里的最高强度，然后于11月21日登陆尤卡坦半岛东北部。在一片上层低压槽的影响下，气旋转向东北，并因上层风切变和更为寒冷干燥空气的不利影响减弱到热带风暴的最低强度标准，这对11月的热带气旋来说较为常见。基斯在墨西哥湾东南部再度增强，于11月23日从佛罗里达州萨拉索塔附近登陆。行经该州后，风暴于11月24日在百慕大附近转变成温带气旋，而且在大西洋上空发展成一个强烈的温带天气系统，持续风速达到飓风强度的最低标准。
基斯存在早期就给洪都拉斯、牙买加和古巴带來中到大雨。墨西哥在两个月前受到飓风吉伯特的重创尚未完全恢复，幸而在这场风暴中所受破坏很小。气旋给佛罗里达州中部带來中等程度降水，还有强烈的风暴潮和阵风，总体受到破坏的地区范围很广，但程度较轻，总计经济损失约为730万美元（1988年美元，相当于2025年的1881萬美元）。沿海地区受到的破坏主要源于风暴潮和海滩侵蚀，更为内陆的地区则出现洪灾，还有树木倒塌，供电线路中断，幸而没有出现人员丧生。

## 风暴名称
以下列表中显示1988年用来给北大西洋热带气旋命名的名称。所有没有退役的名称都会在1994年大西洋飓风季期间再度启用，这些名称和1982年大西洋飓风季基本相同，其中吉伯特、艾萨克、琼和基斯都是首次使用。佛罗伦萨和海伦没有在1982年使用，但有在之前的飓风季使用过。列表中没有命名的名称将以灰色显示。
|  | - Leslie（未用） - Michael（未用） - Nadine（未用） | - Oscar（未用） - Patty（未用） - Rafael（未用） - Sandy（未用） - Tony（未用） - Valerie（未用） - William（未用） |

### 退役
世界气象组织于1989年春将1988年大西洋飓风季期间使用过的两个名称退役，分别是“吉伯特”和“琼”，这两个名称分别用“戈登”（Gordon）和“乔伊斯”（Joyce）代替，计划在1994年大西洋飓风季期间开始使用。

## 季节影响
| 风暴名称 | 持续日期          | 风暴最高强度 | 最大持续风速 | 最低气压 （百帕） | ACE   | 登陆                         | 登陆     | 登陆     | 损失 （百万美元） | 死亡人数 |
| 风暴名称 | 持续日期          | 风暴最高强度 | 最大持续风速 | 最低气压 （百帕） | ACE   | 地点                         | 时间     | 风速     | 损失 （百万美元） | 死亡人数 |
| -------- | ----------------- | ------------ | ------------ | ----------------- | ----- | ---------------------------- | -------- | -------- | ----------------- | -------- |
| 一       | 5月30日至6月2日   | 热带低氣压   | 30           | 1000              | 0     | 古巴                         | 6月1日   | 35       | 0                 | 37       |
| 阿尔贝托 | 8月5至8日         | 热带风暴     | 40           | 1002              | 0.490 | 新斯科舍圣玛丽湾             | 8月7日   | 40       | 0                 | 0        |
| 阿尔贝托 | 8月5至8日         | 热带风暴     | 40           | 1002              | 0.490 | 加拿大希格内克托地峡         | 8月7日   | 40       | 0                 | 0        |
| 阿尔贝托 | 8月5至8日         | 热带风暴     | 40           | 1002              | 0.490 | 爱德华王子岛                 | 8月8日   | 40       | 0                 | 0        |
| 贝丽尔   | 8月8至10日        | 热带风暴     | 50           | 1001              | 1.050 | 路易斯安那州泰克河口         | 8月9日   | 50       | 3                 | 1        |
| 四       | 8月12至15日       | 热带低氣压   | 35           | 1013              | 0     | 佛罗里达州杰克逊维尔         | 8月13日  | 35       | 0                 | 0        |
| 五       | 8月20至31日       | 热带低氣压   | 35           | 未知              | 0     | 没有登陆                     | 没有登陆 | 没有登陆 | 0                 | 0        |
| 六       | 8月20至23日       | 热带低氣压   | 30           | 未知              | 0     | 向风群岛（直接袭击，未登陆） | 8月21日  | 30       | 0                 | 0        |
| 克里斯   | 8月21至30日       | 热带风暴     | 50           | 1005              | 0.845 | 背风群岛（直接袭击，未登陆） | 8月23日  | 35       | 1.4               | 4        |
| 克里斯   | 8月21至30日       | 热带风暴     | 50           | 1005              | 0.845 | 多米尼加共和国               | 8月24日  | 35       | 1.4               | 4        |
| 克里斯   | 8月21至30日       | 热带风暴     | 50           | 1005              | 0.845 | 巴哈马安德罗斯岛             | 8月28日  | 35       | 1.4               | 4        |
| 克里斯   | 8月21至30日       | 热带风暴     | 50           | 1005              | 0.845 | 萨凡纳                       | 8月29日  | 45       | 1.4               | 4        |
| 黛比     | 8月31至9月8日     | 一级飓风     | 75           | 987               | 1.628 | 韦拉克鲁斯州图斯潘           | 9月2日   | 75       | 未知              | 20       |
| 埃内斯托 | 9月3至5日         | 热带风暴     | 65           | 994               | 1.288 | 没有登陆                     | 没有登陆 | 没有登陆 | 0                 | 0        |
| 十       | 9月3至4日         | 热带低氣压   | 35           | 1004              | 0     | 路易斯安那州摩根城           | 9月4日   | 35       | 0                 | 0        |
| 佛罗伦萨 | 9月7至11日        | 一级飓风     | 80           | 983               | 3.045 | 密西西比河三角洲             | 9月10日  | 80       | 2.9               | 1        |
| 吉尔伯特 | 9月8至19日        | 五级飓风     | 185          | 888               | 32.76 | 背风群岛（直接袭击，无登陆） | 9月9日   | 45       | 5500              | 341      |
| 吉尔伯特 | 9月8至19日        | 五级飓风     | 185          | 888               | 32.76 | 牙买加                       | 9月12日  | 130      | 5500              | 341      |
| 吉尔伯特 | 9月8至19日        | 五级飓风     | 185          | 888               | 32.76 | 墨西哥科苏梅尔岛             | 9月14日  | 160      | 5500              | 341      |
| 吉尔伯特 | 9月8至19日        | 五级飓风     | 185          | 888               | 32.76 | 尤卡坦半岛                   | 9月14日  | 160      | 5500              | 341      |
| 吉尔伯特 | 9月8至19日        | 五级飓风     | 185          | 888               | 32.76 | 塔毛利帕斯州拉佩斯卡         | 9月16日  | 125      | 5500              | 341      |
| 无名     | 9月7至10日        | 热带风暴     | 60           | 994               | 1.688 | 没有登陆                     | 没有登陆 | 没有登陆 | 0                 | 0        |
| 海伦     | 9月19至30日       | 四级飓风     | 145          | 938               | 31.60 | 没有登陆                     | 没有登陆 | 没有登陆 | 0                 | 0        |
| 十五     | 9月27至28日       | 热带低氣压   | 30           | 未知              | 0.000 | 没有登陆                     | 没有登陆 | 没有登陆 | 无                | 0        |
| 艾萨克   | 9月28至10月1日    | 热带风暴     | 45           | 1005              | 0.405 | 没有登陆                     | 没有登陆 | 没有登陆 | 0                 | 2        |
| 琼       | 10月10至23日      | 四级飓风     | 145          | 932               | 23.72 | 向风群岛（直接袭击，无登陆） | 10月15日 | 60       | 2000              | 216–334  |
| 琼       | 10月10至23日      | 四级飓风     | 145          | 932               | 23.72 | 瓜希拉半岛                   | 10月17日 | 65       | 2000              | 216–334  |
| 琼       | 10月10至23日      | 四级飓风     | 145          | 932               | 23.72 | 尼加拉瓜布卢菲尔兹           | 10月22日 | 145      | 2000              | 216–334  |
| 十八     | 10月20至21日      | 热带低氣压   | 35           | 未知              | 0.000 | 没有登陆                     | 没有登陆 | 没有登陆 | 0                 | 0        |
| 基斯     | 11月17至24日      | 热带风暴     | 70           | 985               | 4.870 | 尤卡坦半岛                   | 11月21日 | 75       | 7.3               | 0        |
| 基斯     | 11月17至24日      | 热带风暴     | 70           | 985               | 4.870 | 佛罗里达州萨拉索塔           | 11月23日 | 65       | 7.3               | 0        |
| 季节总结 |                   |              |              |                   |       |                              |          |          |                   |          |
| 19个气旋 | 5月30日至11月24日 |              | 185          | 888               | 103   | 24次登陆                     | 24次登陆 | 24次登陆 | 7000              | 至少550  |

## 解释说明
1. ↑  根据美国国家海洋和大气管理局的定义，一个大西洋飓风季平均会形成12场热带风暴，其中6个会成为飓风，两场会达到大型飓风强度[1]。
2. ↑  大型飓风是指最大持续风速可以在萨菲尔-辛普森飓风等级中达到三级或以上的风暴[4]。